# Johann Hörmann
Johann Hörmann (* 22. Juli 1651 in Mindelheim; † 1. Juli 1699 in München) war ein Jesuit und Kunstschreiner.

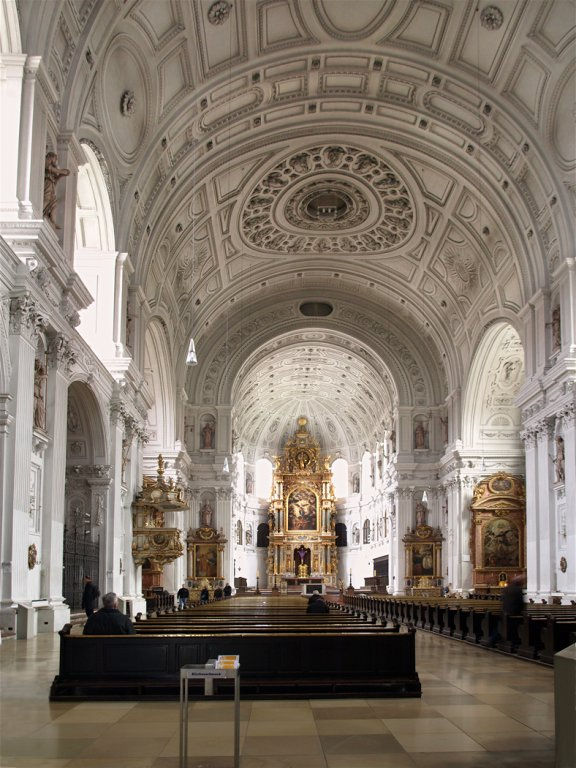
St. Michael in München, hinten links die Kanzel von Hörmann

Hörmann, einer der bedeutendsten Kunstschreiner des frühen Barocks in Deutschland, gehörte seit 1672 den Jesuitenkollegien von Landsberg, Ingolstadt, Amberg, Regensburg, Straubing und München an. In ganz Bayern war er für Einrichtungen der Jesuiten tätig und entwarf Ausstattungen für Kirchen wie Altäre, Beichtstühle oder Tabernakel. Stilistisch dem wuchtigen italienischen Barock nahestehend, überzeugen seine Altarbauten durch die klaren Linien, denen sich schmückende Elemente wie Blumengirlanden oder Akanthus unterordnen.

## Werke
- 1678: Kongregationssaal des ehemaligen Jesuitenkollegs in Amberg
- 1683–1684: Hochaltar, Beichtstuhl und Kanzel der ehemaligen Jesuitenkirche in Straubing
- 1687–1688: Speisesaal und Rekreationsraum des Jesuitenkollegs in Amberg
- 1689: Hochaltar der Pfarrkirche von Trautmannshofen
- 1690: Kassettendecke des Rathauses von Landsberg
- 1694: Hochaltar und Kreuzaltar der Pfarrkirche St. Georg in Amberg
- 1697–1698: Kanzel, Dreifaltigkeitsaltar und Namen-Jesu-Altar in St. Michael in München